# Changtai

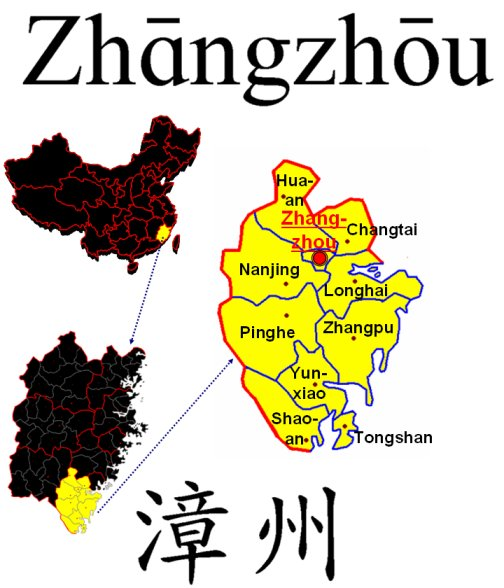
Kreisebene der bezirksfreien Stadt Zhangzhou

Der Stadtbezirk Changtai (chinesisch 长泰县, Pinyin Chángtài Xiàn) gehört zum Verwaltungsgebiet der bezirksfreien Stadt Zhangzhou in der chinesischen Provinz Fujian. Changtai hatte bei der Volkszählung 2020 eine Fläche von 900 km² und eine Bevölkerung von 228.235 Einwohnern. Beim Zensus im Jahre 2000 waren hingegen 190.288 Einwohner gezählt worden. Vor dem Jahr 2021 hatte Changtai den Status eines Kreises, ebenfalls unter der Jurisdiktion von Zhangzhou. Mit Wirkung vom 21. April 2021 wurde es als Bezirk in die Stadt Zhangzhou eingemeindet. Am gleichen Tag wurde auch Longhai zu einem Stadtbezirk Zhangzhous.

## Administrative Gliederung
Auf Gemeindeebene setzt sich Changtai aus vier Großgemeinden und einer Gemeinde zusammen. Getrennt gerechnet werden ein Industriegebiet, ein Wirtschaftsentwicklungsgebiet, eine Staatsfarm und ein Tourismusgebiet. Diese sind (Stand: Zensus 2010):
- Großgemeinde Wu’an (武安镇), 51.059 Einwohner, Hauptort, Sitz der Kreisregierung;
- Großgemeinde Yanxi (岩溪镇), 36.024 Einwohner;
- Großgemeinde Chenxiang (陈巷镇), 27.733 Einwohner;
- Großgemeinde Fangyang (枋洋镇), 16.051 Einwohner;
- Gemeinde Banli (坂里乡), 9.751 Einwohner;
- Industriegebiet Lindun (林墩工业区), 24.445 Einwohner;
- Wirtschaftsentwicklungsgebiet Changtai (长泰经济开发区), 19.124 Einwohner;
- Staatsfarm Gunong (国营古农农场), 12.468 Einwohner;
- Tourismusgebiet Mayangxi (马洋溪生态旅游区), 10.154 Einwohner.